# Richard Grayson
Pour les articles homonymes, voir Grayson.
Richard Grayson, né le 25 mars 1941 à New York et mort le 3 juillet 2016, est un compositeur et pianiste américain.

## Biographie
Grayson étudie la musique à l'université de Californie à Los Angeles (UCLA) où il obtient un B.A. en 1962, puis un M.A. en composition à l'Université de Chicago en 1963. Il participe au Berkshire Music Festival à Tanglewood en 1964 grâce à une bourse en composition. Une bourse Fulbright lui permet d'étudier avec Henri Pousseur en 1965–66 à Bruxelles et de suivre à Cologne les Courses for New Music (Stockhausen 1971, 200). Il retourne ensuite aux États-Unis où il obtient un Ph.D. en composition à l'UCLA en 1969 — c'est la troisième personne à recevoir ce diplôme à l'UCLA après Michael Zearott et Ed Applebaum (Wager 1989). Il entre la même année à la faculté Occidental College à Los Angeles où il reste jusqu'à sa retraite en 2001. Il enseigne à Santa Monica depuis cette date la théorie musicale à la Crossroads School et le piano au Aube Tzerko Piano Institute, New Roads School.
Il est surtout connu comme improvisateur de musique classique au piano, la plupart du temps en live-electronics. Il est considéré dans les années 1980 comme un des meilleurs improvisateurs parmi les musiciens autres que musiciens de jazz (Shulgold 1985). Il fait partie du conseil d'administration du Monday Evening Concerts du Los Angeles County Museum of Art de 1971 à 1986, et joue régulièrement du piano lors de ces concerts du lundi. Il a effectué six enregistrements d'œuvres d'autres compositeurs du XXe siècle : Luigi Dallapiccola, Aurelio de la Vega, Andrew Imbrie, Charles Ives, Leonard Rosenman, et Roy Travis. Il a également effectué quatre enregistrements de ses propres compositions. Il a été organiste pendant 28 ans à la St. Martin of Tours Church à Los Angeles jusqu'au 31 mai 2009.
Richard Grayson est mort le 3 juillet 2016.

## Compositions
- Anybody's Guess pour plusieurs claviers électroniques
- Aurore pour flûte, clarinette, harpe, piano, violon et violoncelle
- Fantasy on Broadway Boogie Woogie, musique électronique avec video
- Homage to J.S. Bach, pour clavecin avec tape delay
- Listen for the Bell,  musique électronique avec video
- Meadow Music, pour piano solo
- Mr. 528 pour trois disklaviers et trois clavinovas (1996)
- Off Broadway, musique électronique avec video
- Ostinato pour deux synthesizers et un sequencer
- Promenade pour deux accordéons amplifiés
- Rain pour piano, ring Modulator avec tape delay
- Rocky Road Ripple, musique électronique avec video
- Shoot the Piano Player, pianos contrôles par ordinateur (1995)

## Sources
- (en) Cet article est partiellement ou en totalité issu de l’article de Wikipédia en anglais intitulé « Richard Grayson (composer) » (voir la liste des auteurs).
- (en) Cariaga, Daniel. 1988. "Pianist/Improviser Grayson, Occidental's Local Hero". Los Angeles Times (26 février 1988).
- (en) Klarner, Ann. 1992. "Concert Is Music to His Years". Los Angeles Times (20 février 1992).
- (en) Pfeiffer, Ellen. 1999. "Hearing the Din of History". Boston Globe (20 novembre 1999).
- (en) Shulgold, Marc. 1985. "He Makes It up as He Plays Along". Los Angeles Times (21 février 1985).
- (en) Stockhausen, Karlheinz. 1971. Texte zur Musik 3 (1963–1970). Édité par Dieter Schnebel. Cologne: Verlag M. DuMont Schauberg.
- (en) Wager, Gregg. 1989. "Professor Taking Musical Improvisation on the Road". Los Angeles Times (20 mai 1989).